# 河川腹囊海龍
河川腹囊海龍（学名：Microphis fluviatilis），為輻鰭魚綱棘背魚目海龍魚科的其中一種，分布於非洲東部及南非淡水水域，體長可達21公分，棲息在河流靜水區，卵胎生，屬肉食性，以小型無脊椎動物為食。